# 吉岑巴赫河
50°5′19.81″N 9°12′33.04″E / 50.0888361°N 9.2091778°E

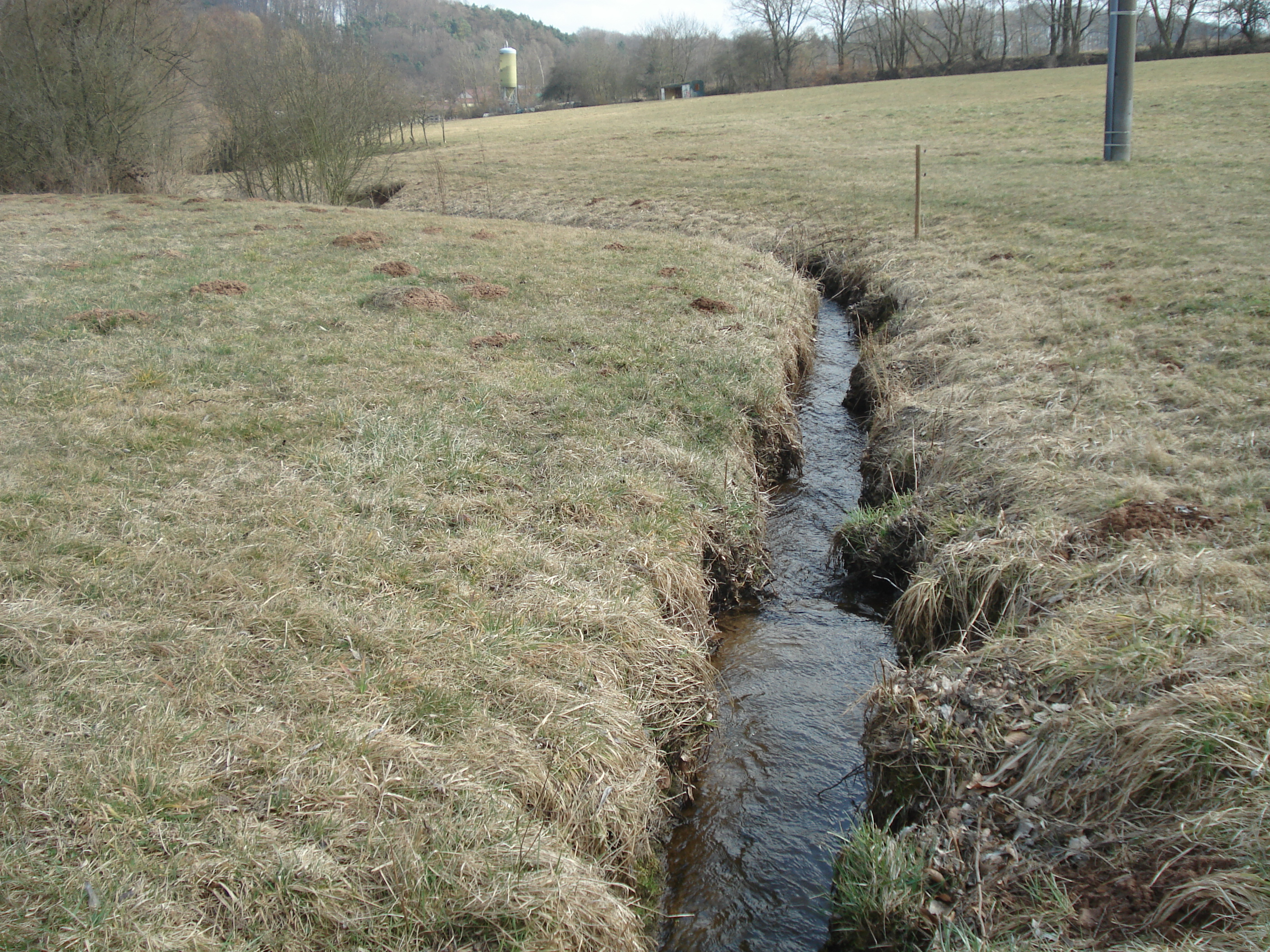

吉岑巴赫河（德語：Gitzenbach），是德國的河流，位於該國東南部，由巴伐利亞負責管轄，屬於克羅姆巴赫河的右支流，河道全長1.5公里，流域面積1.2平方公里。